# Középső körtike
A középső körtike vagy közepes körtike (Pyrola media) a hangafélék családjába tartozó, fenyvesekben élő, lágyszárú növény. Magyarországon védett.

## Megjelenése
A zöldes körtike 10–30 cm magas, lágyszárú, örökzöld, évelő növény. Barna, erősen szétágazó rizómával kapaszkodik a talajba. 4-6 levele tőlevélrózsát formál. Az egyes levelek 3–3,5 × 2,3–2,6 cm-esek, kerekdedek vagy kissé megnyúltak, nyelük olyan hosszú, vagy rövidebb, mint maga a levél. Csúcsuk tompa, színük sötétzöld, tapintásra bőrneműek, szélük alig láthatóan fogazott.
Június-júliusban virágzik. Virágzata általában tíznél több bókoló virágból álló laza, mindenirányú fürt. A párta gömbölyded. Öt szirma 6–8 mm hosszú, alakjuk háromszöges-ovális, színük fehér vagy halványan vörös árnyalatú. A porzók száma 10. Bibeszála egyenes, kiszélesedő, kinyúlik a virágból, a bibe ötlebenyes.
Termése ötosztatú toktermés.
Hasonlít hozzá a kereklevelű körtike (Pyrola rotundifolia), amelynek szirmai fehérek, csészelevelei a szirmok feléig érnek. A kis körtike (Pyrola minor) egyenes bibeszála nem áll ki a virágból. A zöldes körtike (Pyrola chlorantha) virágai zöldesfehérek, bibeszála görbe. 

## Elterjedése és termőhelye
Európában, a Kaukázusban, Nyugat-Szibériában és Észak-Kínában honos.
Elsősorban tűlevelű erdőkben él, akár 2600 méteres magasságig.
Magyarországon védett, természetvédelmi értéke 50 000 Ft.

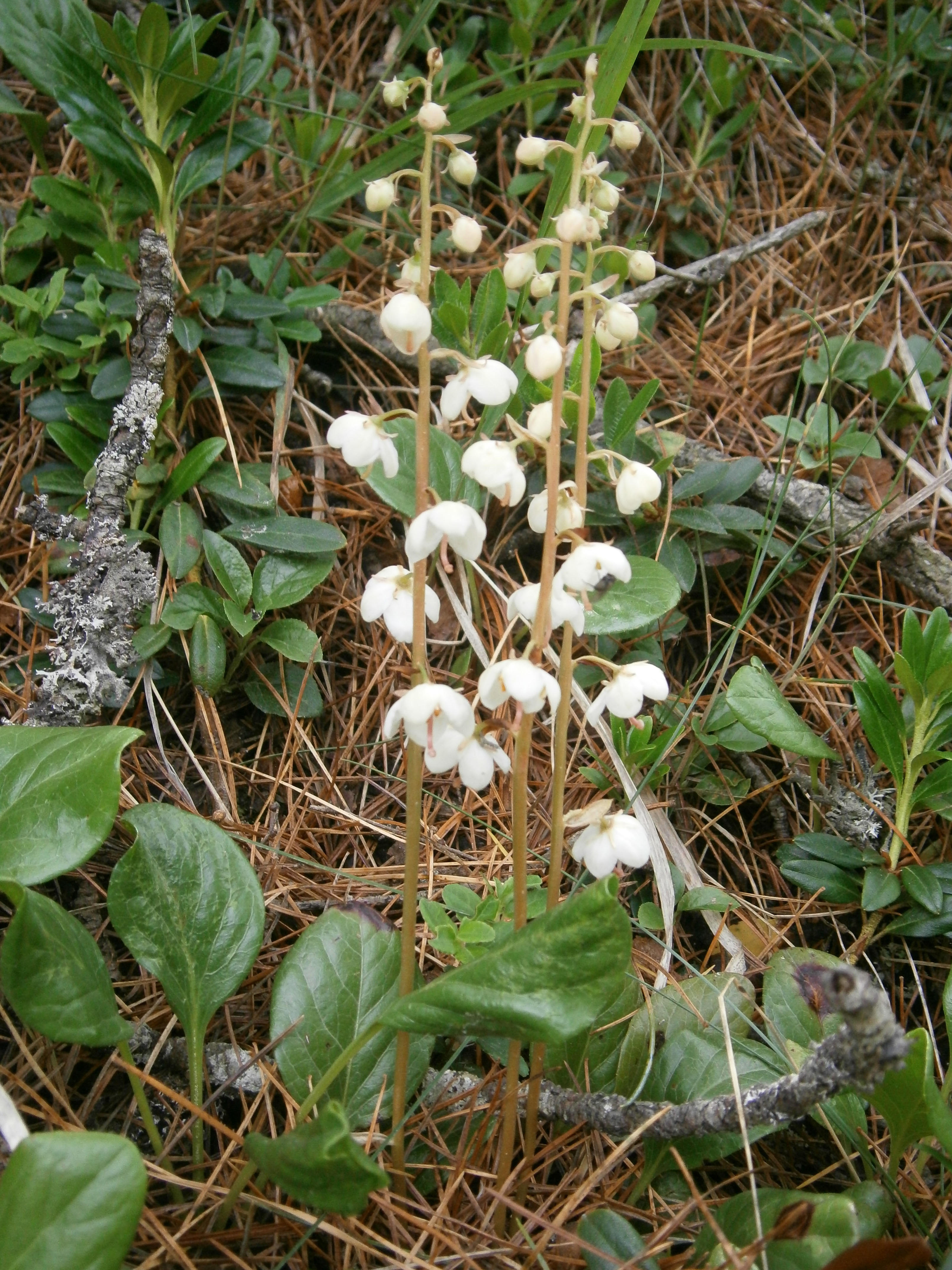
Habitusa
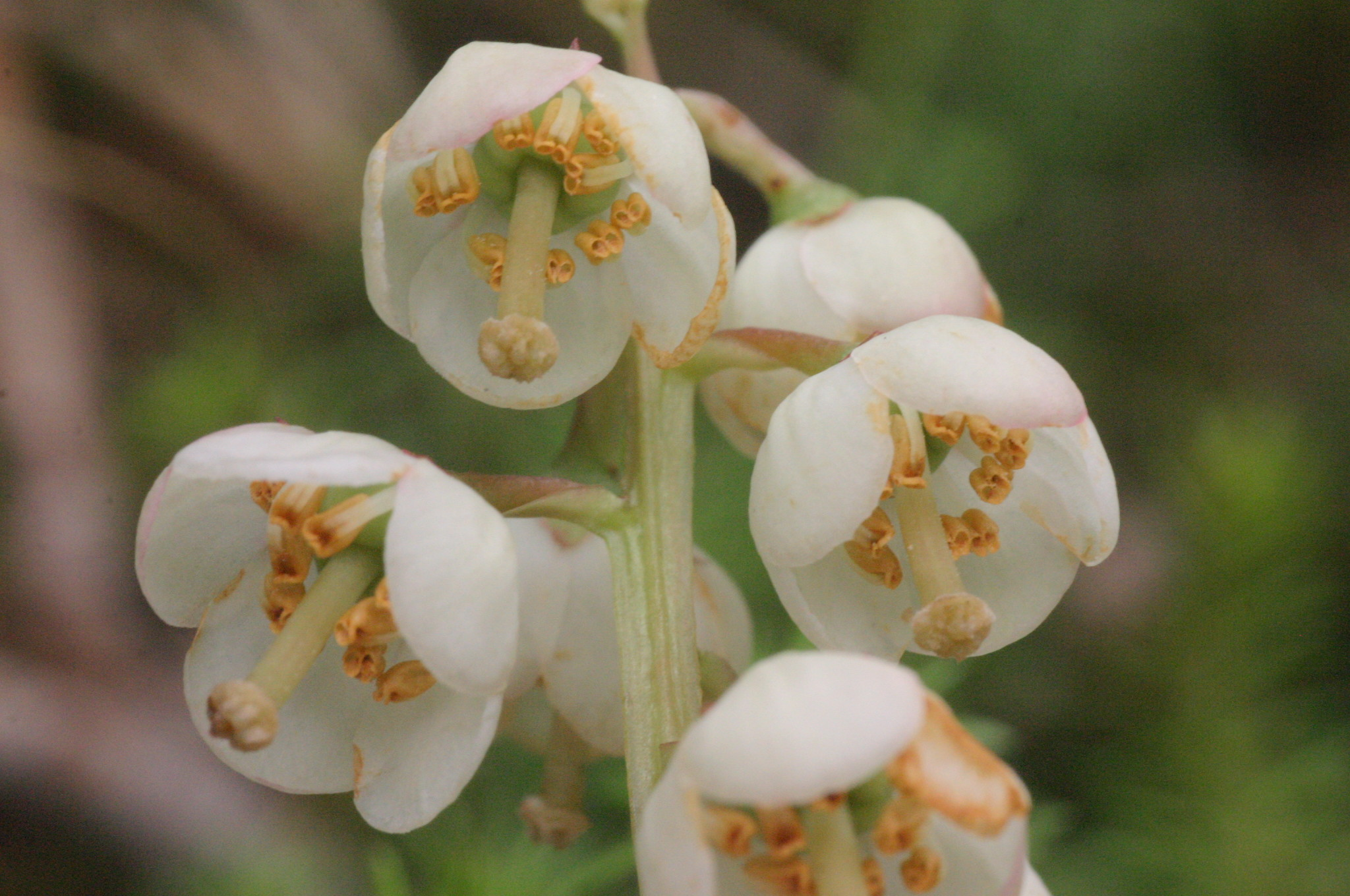
Virágai közelről
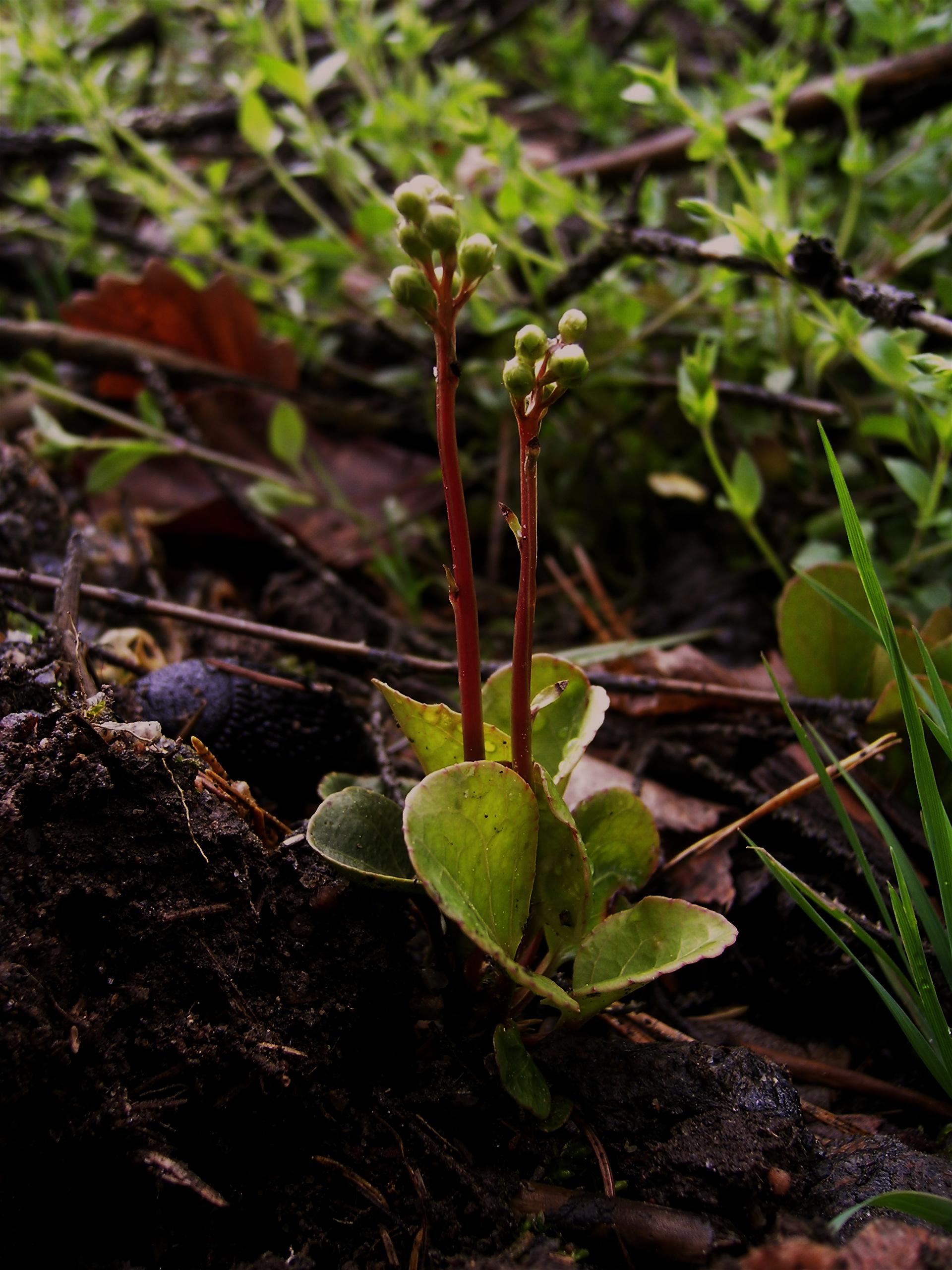
Virágzás előtt
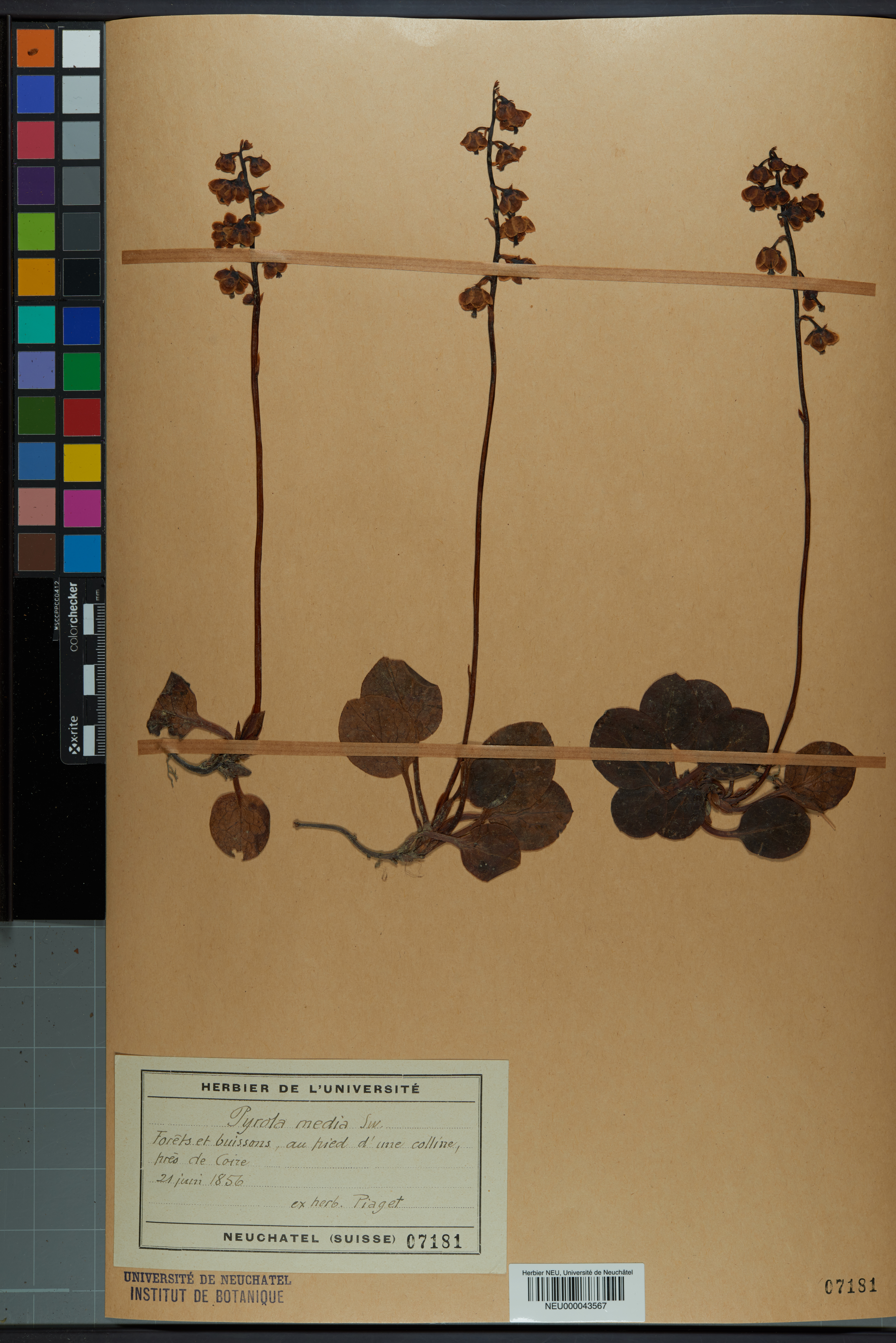
Herbáriumban